# Something Else!!!!
Something Else!!!! från 1958 är saxofonisten Ornette Colemans debutalbum. Albumet återutgavs på cd 1992

## Låtlista
All musik är skriven av Ornette Coleman.
1. Invisible – 4:17
2. The Blessing – 4:49
3. Jayne – 7:23
4. Chippie – 5:41
5. The Disguise – 2:52
6. Angel Voice – 4:24
7. Alpha – 4:15
8. When Will the Blues Leave? – 5:03
9. The Sphinx – 4:16

## Medverkande
- Ornette Coleman – altsaxofon
- Don Cherry – kornett
- Walter Norris – piano
- Don Payne – bas
- Billy Higgins – trummor